# Liro (Côme)
Pour les articles homonymes, voir Liro.
Ne doit pas être confondu avec le Liro de la province de Sondrio .
Liro est le nom d'un cours d'eau de la  province de Côme.  

## Géographie
Son bassin  est de forme triangulaire et sa principale source se trouve sur le mont Marmontana près de la frontière Suisse son cours  traverse le Val San Iorio (également Jorio). La deuxième source se trouve au nord-est, sur les pentes du Pizzo Martello formant le Val del Dosso. Près de Dosso del Liro le cours d'eau reçoit les eaux du  torrent Ronzone, qui provient du Mont Duria à travers le Val d'Inferno. Le Liro se jette dans Lac de Côme à Gravedona.